# Benjamin Schatzman
Pour les articles homonymes, voir Schatzman.
Benjamin Schatzman (1877-1942) est un ingénieur agricole et dentiste français d'origine roumaine victime de la Shoah.
Il grandit en Palestine ottomane puis se forme à l'agronomie en France. Après un séjour de trois ans en Nouvelle-Zélande et un bref retour en Palestine, il se fixe définitivement en France en 1905. Là, il reprend ses études, devenant chirurgien-dentiste.
Le 12 décembre 1941, il est victime de la rafle des notables qui conduit à l'arrestation de 743 notables juifs français. Dès lors, il est interné dans différents camps de transit, Compiègne, Drancy, Pithiviers. Le 23 septembre 1942, il est déporté et assassiné à Auschwitz.
Durant son internement, il rédige un journal, écrivant ses dernières lettres dans le wagon qui l'emmène en déportation. Ce journal a été édité et publié en 2005 avec le soutien du Mémorial de la Shoah sous le titre Journal d'un interné - Compiègne, Drancy, Pithiviers, 12 décembre 1941-23 septembre 1942.
Il est le père de l’astrophysicien Evry Schatzman.

## Biographie

### Enfance et jeunesse
Benjamin Schatzman est né le 5 janvier 1877 à Tulcea en Roumanie. Cette date est celle notée sur son acte de naissance rédigé en turc ottoman alors qu'il a 7 ans. D'après Benjamin Schatzman, on l'a rajeuni d'un an à la petite enfance pour retarder son service militaire Il est le fils de Hirsch Schatzman un cordonnier ou peut être étameur ainsi que sacrificateur rituel, et de Adèle, née Stroulovitch.
En 1882, les Schatzman émigrent en Palestine, alors sous domination ottomane, dans le cadre du mouvement des Amants de Sion. La famille s’installe à Zikhron Yaakov, une colonie soutenue par le baron Edmond de Rothschild, connue pour ses vignobles. À l’école les cours sont dispensés en français. La mère de Benjamin Schatzman meurt vers 1884 et Benjamin ne s'entend pas avec la nouvelle femme de son père. C'est sa grande sœur Déborah, qui a seize ans de plus que lui, qui prend en charge son éducation.
Bon élève, Benjamin Schatzman est envoyé par l'Alliance israélite universelle, en 1894, après son brevet supérieur, étudier l’agronomie à l’école de Grignon en région parisienne. Il y reste trois ans, devenant ingénieur agricole. Il fait ensuite un stage de quelques mois en Algérie, alors colonie française. Il s'y familiarise avec les techniques les plus avancées de l'exploitation agricole.
À cette époque, l'affaire Dreyfus agite la vie politique française. Benjamin Schatzman découvre les conflits entre droite et gauche agitant le pays, le combat de la Ligue des droits de l’Homme, à laquelle il adhère, contre l'antisémitisme et pour réhabiliter Dreyfus,. Bien qu'ayant eu une éducation religieuse, il devient à partir de ce moment athée.
En janvier 1898, Benjamin Schatzman rentre en Palestine. Il s'établit à Metoula dans le nord de la Galilée afin d'y exercer son métier d'agronome. Cette zone marécageuse est fortement impaludée, Benjamin Schatzman y contracte la malaria et est en désaccord avec les méthodes d'exploitation qui lui apparaissent dépassées.
À cette époque, le baron Maurice de Hirsch lance un mouvement d'émigration des Juifs de Palestine vers le nouveau monde, jugeant que le Yichouv n'est pas en mesure d'assurer la subsistance de tous les Juifs établis en Palestine. Inspiré par ce mouvement, Benjamin Schatzman émigre en Nouvelle-Zélande en 1902. Il est très déçu des conditions de vie sur place, les immigrants n'ayant aucun accès à la culture intellectuelle. Il décide dès lors de travailler le temps nécessaire pour amasser l'argent lui permettant de payer la traversée vers l'Europe. C'est chose faite au bout de trois ans, en 1905. Benjamin retourne alors en France pour s'y établir. Il restera influencé par sa découverte du mouvement travailliste néo-zélandais et la qualité de la vie politique de la colonie britannique.

### Installation en France

Benjamin Schatzman mobilisé pendant la Première Guerre mondiale, ici à Troyes en avril 1918.

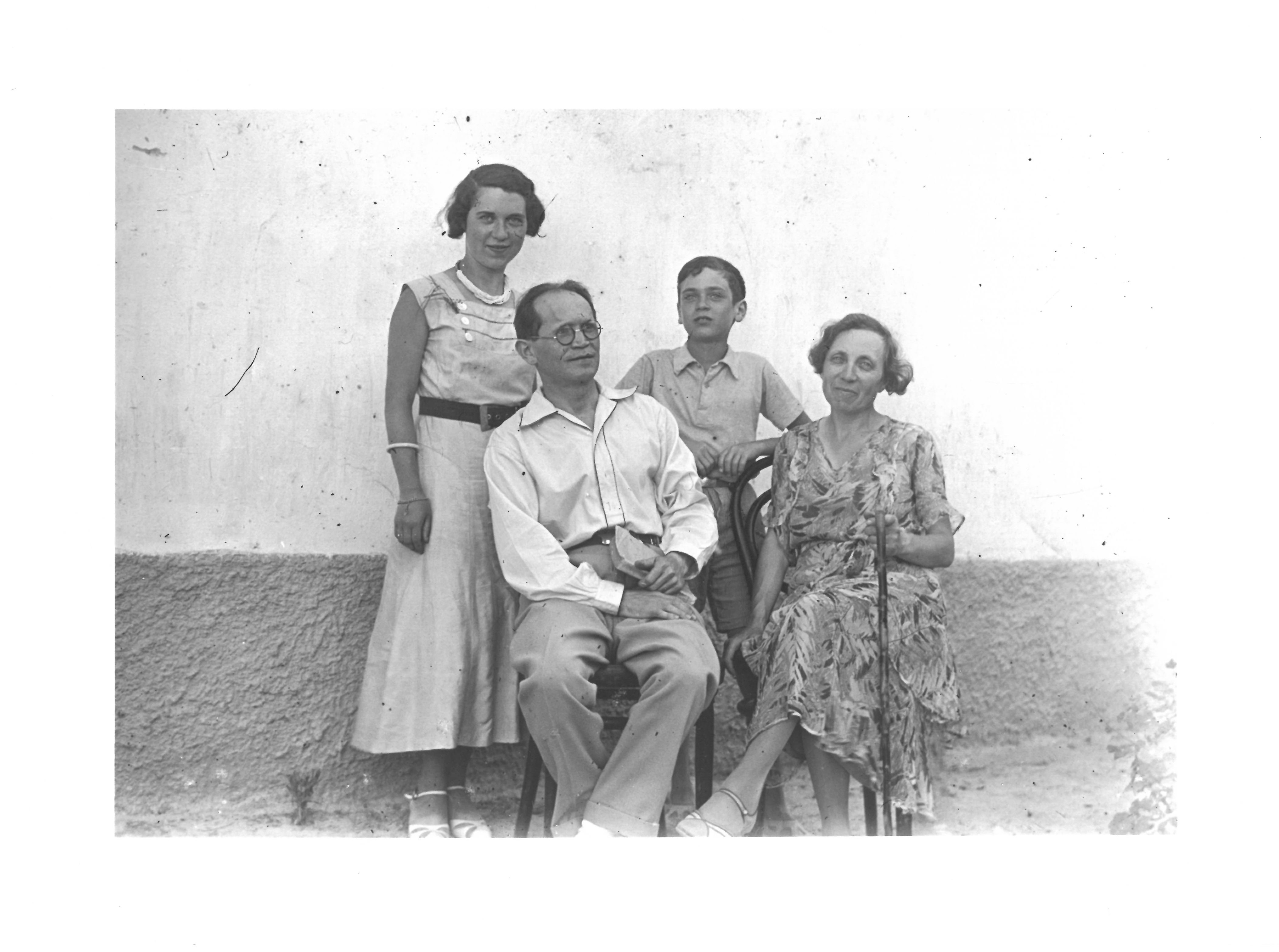
Benjamin Schatzman avec sa femme Cécile, sa fille Danny et son fils Evry vers 1930.

Benjamin Schatzman reprend ses études à Paris, décidant de changer d'orientation professionnelle. N'ayant pas le baccalauréat, il ne peut entreprendre des études en médecine. Son choix se porte en conséquence sur l’art dentaire qu'il étudie à l’école odontotechnique de Paris, rue Garancière. Il en sort au bout de trois avec le diplôme de chirurgien-dentiste. Il continuera par la suite à enrichir sa formation grâce à la lecture de publication professionnelles en anglais. Il obtient la nationalité française en 1907 et se marie l’année suivante avec Cécile Kahn, une dessinatrice, artiste lithographe. Cécile Kahn descend d'une famille juive alsacienne installée à Paris. Elle est la fille de Léon Kahn, le secrétaire du consistoire israélite de Paris, auteur de plusieurs ouvrages sur l'histoire des Juifs à Paris. Benjamin Schatzman a alors 31 ans. En 1912, il devient enseignant à l'école odontotechnique.
En 1914, alors que son premier enfant, Danny, vient de naître, Benjamin Schatzman est mobilisé le 3 août, au second jour de la Première Guerre mondiale. Versé au service de santé des armées, il s'occupe du traitement des blessés des maxillaires et de la face à Angers puis dans diverses autres affectations,.
En 1920, naît son second enfant, Evry Schatzman, qui deviendra un astrophysicien connu. En 1922 Benjamin Schatzman devient chef de clinique, il continue son enseignement à l'école odontotechnique de la rue Garancière. À partir de cette année commence son travail scientifique, il produit article et communications, activité qu'il poursuivra jusqu'à la Seconde Guerre mondiale. En 1930, alors qu'il traverse la rue, il est percuté par un chauffard, ce qui lui provoque un fracture du crâne. Il doit cesser son activité professionnelle pendant presque un an.
En 1933, il devient professeur de céramique dentaire à l'école odototechnique et est nommé en 1936 officier d’Académie pour services rendus à l'enseignement professionnel. Il est alors président de la société odontologique de France.
Benjamin Schatzman adhère au Parti communiste français dans les premiers mois suivant sa formation en 1920. Il le quitte cependant en 1924. Le PCF contraint en effet ses adhérents à renoncer à leur adhésion à des « organisations bourgeoises », dont la Ligue des droits de l'Homme, ce qu'il refuse. Il adhère par la suite au parti socialiste et, à l'Union rationaliste dans les années 1930. D'après son fils Evry, il exprime un « athéisme assez militant et agressif ».

### Seconde Guerre mondiale
En janvier ou mars 1940, Benjamin Schatzman et son fils Evry font l'objet d'une brève arrestation par la police française après qu'on les a entendu lire à haute voix dans un bus un tract du groupe Nouvel Âge de Georges Valois, auquel Benjamin Schatzman a adhéré, dénonçant « la trahison de la droite française ». Ils sont entendus au commissariat du quartier de la Goutte-d'Or puis le cabinet dentaire est perquisitionné.
Après l'occupation de Paris, en juin 1940, les époux Schatzman décident de rester sur place, renonçant à s'installer en zone libre. D'après leur fils, Evry, ils estimaient que les Juifs de France étaient en sécurité et que Benjamin ne s'imaginait pas pouvoir gagner sa vie en zone libre.

#### Rafle
Le 12 décembre 1941, Benjamin Schatzman est arrêté au cours de la rafle des notables juifs. Sa dernière adresse est : 101, Rue de Miromesnil dans le 8e arrondissement de Paris
Dans son journal, Cécile Schatzman, sa femme, relate l'arrestation :

« À 6 h 40, on sonne. J'étais en train de me lever. Ben venait de se recoucher après sa gymnastique.

« Qu'est-ce que je fais ? J'ouvre ?

– Que veux tu faire ? »

Je vais à la porte.

« Q'est-ce que c'est ?

– Police. »

J'ouvre. Je me trouve face à deux Allemands ; un qui paraissait jeune, l'autre plus vieux, parlait un peu français :

M. Schatzman ? Qu'il se prépare, fasse sa valise et vienne avec nous. »

#### Compiègne
Le lendemain de la rafle, Schatzman est transféré, comme 743 autres « notables juifs » au camp de Royallieu près de Compiègne. À cette époque, ce camp est le seul en France tenu par des militaires allemands. Y sont déjà internés des prisonniers politiques et des Russes. Le camp C, dans lequel sont regroupés les Juifs vient tout juste d'être créé, les conditions de vie y sont particulièrement inhumaines.
Le 31 janvier 1942, Benjamin Schatzman commence à rédiger son journal sur les bouts de papier qu’il peut trouver. Les premiers mots de son journal sont : « Je suis dans un état de déficience physique et mentale d’autant plus surprenant que je me croyais plus riche en potentiel ». Il souffre terriblement de la faim et est obsédé par l’idée de manger. De longues entrées du journal sont d’ailleurs consacrées à l’alimentation. Le froid accroit son désarroi. La neige s’est installée durablement. Il n’a ni les chaussures, ni les chaussettes qui permettent de s’en protéger convenablement.
Les internés attendent sans bien savoir ce que sera leur sort. Ils attendent « l’événement», c’est-à-dire leur départ synonyme pour eux de libération. Diverses rumeurs qualifiées de « bobards » par Schatzman circulent.
Le 21 février, il note : « Il faut se résigner à vivre dans l’attente de l’inconnu et ne rien préparer pendant cette attente ». En effet, « l’événement » est sans cesse retardé. Mais l’attente accroit son pessimisme et son désespoir.

#### Hospitalisation
Il est hospitalisé à Compiègne à partir 11 mars 1942. Le voici « d’une façon inattendue et inespérée […] dans des conditions humaines et normales ». Il peut de nouveau manger à sa faim et même savourer des fruits. Il dort dans un vrai lit avec de vrais draps. Sa femme peut lui rendre visite à l’hôpital. Il est probable que Schatzman lui ait remis à ce moment-là les pages de son journal. Il écrit le 15 mars : « Je me sens maintenant un autre homme ».
Il échappe donc au premier convoi en partance pour l’Est du 27 mars 1942. Mais, le 27 avril, un détenu communiste s’évade de l’Hôpital. Tous les autres malades sont renvoyés au camp de Royallieu le lendemain. Le 5 juin, un nouveau convoi de Juifs part pour l’Est. Le camp est presque vidé. Ce jour-là, Benjamin Schatzman reçoit l’autorisation de s’installer à l’infirmerie avec les médecins, ce qui est un privilège étant donné les conditions d'existence dans le camp.

#### Drancy
Le 23 juin Benjamin Schatzman est transféré à Drancy avec 160 autres détenus juifs. Il y arrive au moment où le camp devient un camp de transit en vue de la déportation vers l’Est. Le 2 septembre 1942, il envoie un colis où se trouvent d’autres pages de son journal et une dernière lettre à sa femme.

#### Pithiviers
Schatzman est transféré à Pithiviers début septembre comme les 2000 juifs de nationalité française internés à Drancy qui ne sont théoriquement pas déportables. Mais très vite, les Allemands demandent leur déportation, à l’exception des conjoints d’aryen afin de remplir les quotas imposés.

#### Retour à Drancy et Déportation

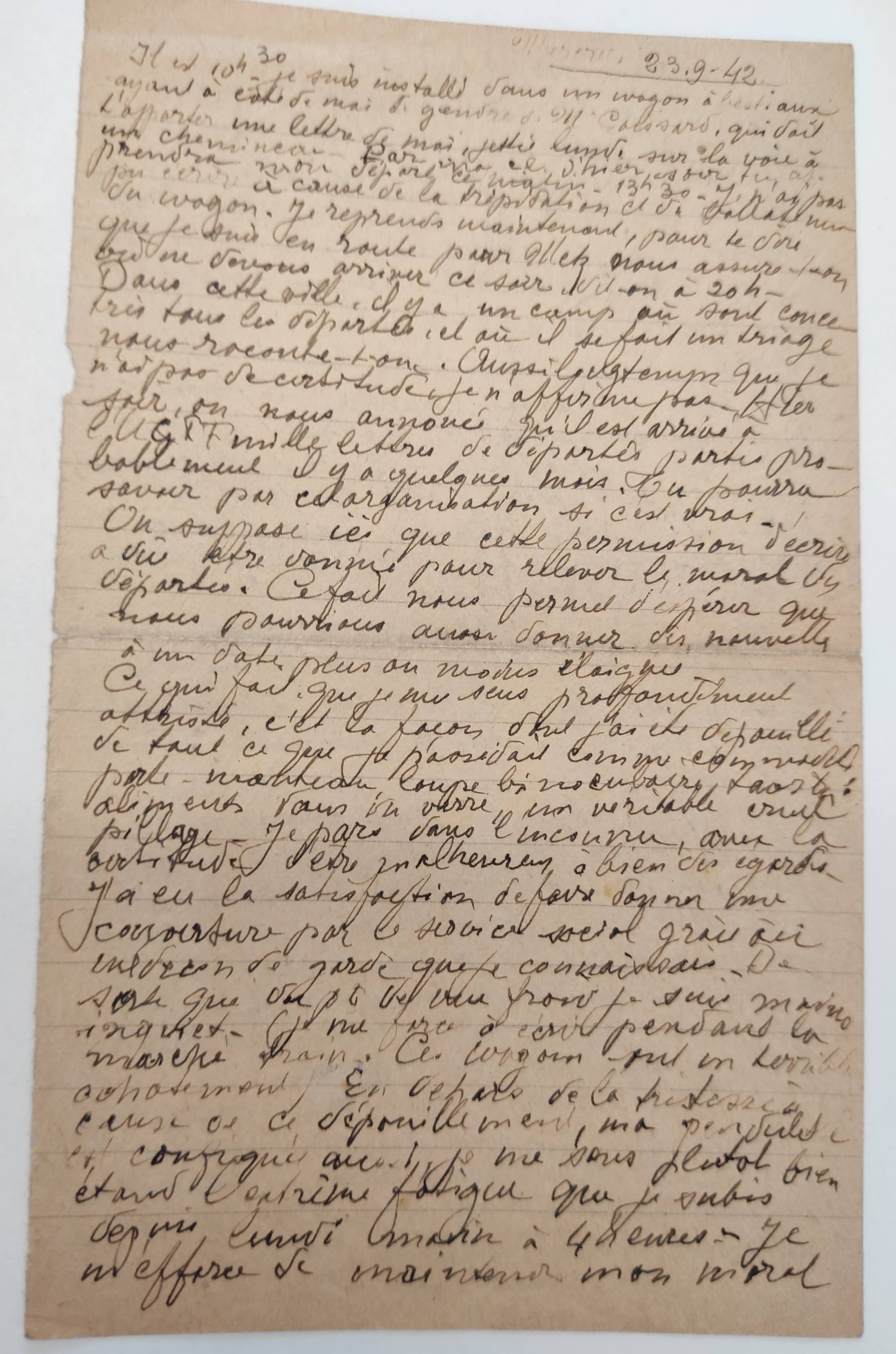
La dernière lettre de Benjamin Schatzman, jetée depuis son convoi de déportation à hauteur de Châlons-sur-Marne, 23 septembre 1943.

Benjamin Schatzman est transféré le 20 septembre à Beaune-la-Rolande avant de revenir à Drancy le 22 septembre. Il est déporté dès le 23 septembre par le convoi no 36 qui a pour destination Auschwitz.
Une dernière lettre, écrite depuis son wagon à bestiaux, jetée sur la voie à hauteur de Châlons-sur-Marne et vraisemblablement postée par un cheminot parvient à sa femme Cécile.

« Ce qui fait que je me sens profondément attristé, c'est la façon dont j'ai été dépouillé de tout ce que je possédais comme commodités - portemanteau, loupe binoculaire, tous les aliments dans du verre, un véritable cruel pillage. Je pars dans l'inconnu, avec la certitude d'être malheureux à bien des égards. […]
J'ai beaucoup de choses à te raconter concernant la façon dont je fus traité par celui qui m'a fouillé. Bref, je me demande où je vais échouer et dans combien de temps. Dis aux enfants de ne trop se tourmenter et s'affoler. Je me sens encore capable de lutter pour sauver ma vie. Ils sont comme moi pleins d'espoir sur la fin prochaine de cette lutte et des souffrances.
Nous sommes à Châlons-sur-Marne. Il est 14 h 30. Je me dépêche de terminer pour qu'on puisse glisser la lettre à quelqu'un sur la voie. Dans ce wagon nous sommes 42, dont 22 femmes et enfants (15 enfants dont 9 sans parents). […]
Dans combien de temps auras-tu directement de mes nouvelles, je voudrais bien le savoir ? Affections à tous, ne te prive pas, soigne ta santé, tâchons de nous retrouver en bonne santé et en bonne forme.
Tendres baisers
Ben »

Il n'y a pas eu d'autres nouvelles de Benjamin Schatzman. Aucun des survivants du convoi no 36 rentrés de déportation et interrogés par Cécile et Evry Schatzman ne l'avait connu. On ignore donc s'il est mort pendant sa déportation où à son arrivée à Auschwitz. L’acte officiel, établi après-Guerre, date son décès au 28 septembre 1942. Il porte la mention « mort pour la France ».
il ne restera que 26 survivants en 1945 sur les 1000 juifs déportés du convoi no 36.

## Journal de Benjamin Schatzman
Il est probable que Benjamin Schatzman a commencé à confier ses notes à sa femme lors de ses visites à l'hôpital de Compiègne. Lorsque son séjour à l'hôpital s'achève, elle ne peut plus lui rendre visite. Il a alors peut être chargé quelqu'un de lui transmettre ses écrits. Dans sa dernière lettre de Drancy, peu avant sa déportation, il indique « dans le colis que je t'envoie, tu trouveras aussi mes mémoires, et j'espère qu'ils arriveront à bon port et, en attendant, je suis inquiet pour eux ».
Après-guerre, Cécile Schatzman qui a conservé tous les écrits de son mari les tape à la machine vers les années 1940-50. Elle montre alors quelques pages à sa belle-fille Ruth Schatzman, qui, en raison du sentiment de malaise qu'elle éprouve à la lecture du texte, ne peut aller plus avant.
En 1998, le cinéaste Marcel Rodriguez consacre un film documentaire à Evry Schatzman devenu un astrophysicien reconnu. Le film se termine sur la lecture de la dernière lettre de Benjamin Schatzman. Le bouleversement causé dans son existence par l'internement et la déportation de son père apparait alors dans toute sa force.
Ruth et Evry Schatzman éprouvent alors le besoin de lire en entier le témoignage vieux de soixante ans. Ils recopient le tapuscrit de Cécile Schatzman et retrouvent ses journaux qui documentent les épreuves subies par son mari, font le récit de son arrestation. Après ce travail préliminaire, ils entreprennent de lire le manuscrit et constatent que la transcription de Cécile est dans l'ensemble tout à fait fidèle.
Evry et sa femme Ruth récupèrent les écrits de Benjamin Schatzman qu’ils s’acharnent à reconstituer (le papier est très usé), les souvenirs laissés par Cécile Schatzman. Le texte est publié une première fois par les éditions du manuscrit en 2005 avec le concours du mémorial de la Shoah. Il est ensuite publié aux éditions Fayard en 2006.
Le journal de Benjamin Schatzman est un texte de grande valeur. Il s’agit de notes personnelles sans soucis immédiat de transmissions. L’auteur y décrit minutieusement l’évolution de sa condition physique et morale et celle de ses compagnons. Il constate que pour faire face aux épreuves, les internés se regroupent par unité de deux ou trois personnes au sein de laquelle s’organise l’entraide. Les plus riches qui peuvent acheter au marché noir du camp s’en sortent évidemment mieux. Les prix des denrées atteignent des sommes exorbitantes aux yeux de Schatzman qui se croyait pourtant dans l’aisance financière. Les différents aspects de la vie matérielle prennent une place démesurée dans la vie quotidienne et la pensée de Schatzman comme le nombre de gâteaux secs ou de morceaux de sucre distribués. Il s’interroge aussi sur ce qui l’a amené au camp de Royallieu et à Drancy. Il pointe l’antisémitisme et la désorganisation de l’Europe.